# Parevia griseata
Parevia griseata är en fjärilsart som beskrevs av Rothschild 1909. Parevia griseata ingår i släktet Parevia och familjen björnspinnare. Inga underarter finns listade i Catalogue of Life.